# Константинов, Константин Тимофеевич
Константин Тимофеевич Константинов (рум. Constantin Constantinov; 7 июля 1915, с. Суклея, Тираспольский уезд, Херсонская губерния, Российская империя (ныне Слободзейского района непризнанной Приднестровской Молдавской Республики) — 8 марта 2003) — советский и молдавский актёр театра и кино. Общественный деятель. Народный артист Молдавской ССР (1953). Член КПСС с 1949 года.

## Биография
Родился 7 июля 1915 года в старообрядческом селе Суклея. 
В 1934 — 1937 годах учился в Одесском театральном училище. С 1937 года — актёр Молдавского музыкально-драматического театра в Тирасполе (далее в Национальном театре имени Михая Эминеску), после 1945 года — выступал на сцене в Кишинёве.
Избирался депутатом Верховного Совета Молдавской ССР.
В кино снимался с 1938 года.
Умер 8 марта 2003 года.

## Семья
Жена — актриса Екатерина Григорьевна Казимирова. Дети — скульптор Константин Константинов (род. 1943) и режиссёр-постановщик и директор Национального театра оперы и балета Элеонора Константинова.

## Фильмография
- 1938 — Советская Молдавия — эпизод
- 1941 — Оборона Царицына — юнкер
- 1955 — Ляна — Гицэ
- 1955 — Молдавские напевы — эстрадный певец
- 1957 — Не на своём месте — дед Харитон
- 1958 — Атаман Кодр — боярин Мырза
- 1959 — Я вам пишу… — Константин Константинович
- 1962 — Путешествие в апрель — кассир
- 1963 — Улица слушает — прохожий
- 1964 — При попытке к бегству — эпизод
- 1966 — Горькие зёрна — эпизод
- 1969 — Свадьба во дворце — Ботоликэ
- 1969 — Десять зим за одно лето — Тулбурел
- 1970 — Взрыв замедленного действия — Рошкован
- 1971 — Красная метель — священник
- 1971 — Лаутары — эпизод
- 1972 — Спасённое имя — водовоз
- 1972 — Зарубки на память — эпизод
- 1972 — Вика, я и фельетон — эпизод
- 1972 — Последний гайдук — господин Мими
- 1973 — Зелёная волна — старшина Грэдинару
- 1974 — Мужчины седеют рано — крестьянин
- 1974 — Долгота дня — дед Каприян
- 1975 — Никушор из племени (телевизионный) — Лукьян Кузьмич
- 1975 — Конь, ружьё и вольный ветер — Али-ага
- 1976 — По волчьему следу — мельник
- 1976 — Не верь крику ночной птицы — Степаныч
- 1977 — Кто кого — дед Аргир
- 1977 — Корень жизни — сторож
- 1978 — Встреча — эпизод
- 1978 — Крепость — Вольдемар Бурич
- 1978 — Подозрительный — Ботезату
- 1979 — Я хочу петь — эпизод
- 1980 — Где ты, любовь? — отец Марчеллы
- 1980 — Дом Диониса («Телефильм-Кишинэу») — Дионис
- 1982 — Свадебное путешествие перед свадьбой — эпизод
- 1982 — Лебеди в пруду — крестьянин
- 1982 — Июньский рубеж — Маноле
- 1983 — Как стать знаменитым — эпизод
- 1984 — Тревожный рассвет — эпизод
- 1988 — Коршуны добычей не делятся — Делимарц, крестьянин

## Награды
- 1953 — Народный артист Молдавской ССР
- 1960 — Орден «Знак Почёта»
- 1986 — Орден Дружбы народов
- 1994 — Орден Республики (Молдавия)
- 1994 — Национальная премия Республики Молдова (Правительство Молдавии)[2]
- 2000 — Медаль «Михай Эминеску»